# Kvabchara
Kvabchara (en georgiano: ქვაბჩარა; en abjasio: Қәабчара) es una aldea que pertenece a la parcialmente reconocida República de Abjasia, parte del distrito de Gulripshi, aunque de iure pertenece al municipio de Gulripshi de la República Autónoma de Abjasia de Georgia.

## Geografía
Kvabchara se encuentra en la parte superior del valle de Kodori, a orillas del río Kodori. La aldea está a 63 km de Gulripshi y se administra desde el pueblo de Azhara.

## Historia
Después de la guerra del Cáucaso, cuando se anexó el principado de Abjasia, los rusos expulsaron a los habitantes originales (abjasios tsebelda y dali) de los valles en los tramos superiores del Kodori. La zona se repobló posteriormente con esvanos. 
Durante el período soviético, se desarrolló la ganadería.  
El 12 de agosto de 2008, las fuerzas abjasias tomaron el control de Kvabchara y de la mayoría del valle de Kodori, también conocido como la Alta Abjasia.

## Demografía
La evolución demográfica de Kvabchara entre 1959 y 2002 fue la siguiente:
| 70                                                  | 47 | 31 |
| (Fuente: Population of Abkhazia since Soviet times) |    |    |

Según el censo de 2002, el 97% de la población georgianos del subgrupo de los esvanos.